# Archidiecezja San Cristobal de la Habana
Archidiecezja San Cristobal de la Habana (łac. Archidioecesis Avanensis) – rzymskokatolicka archidiecezja na Kubie. Została erygowana 10 grudnia 1878 roku bullą papieża Leona XIII.

## Ordynariusze
- Felipe José de Tres-Palacios y Verdeja (1789 – 1799)
- Juan José Díaz de Espada y Fernánez de Landa (1800 - 1832)
- Francisco Fleix Soláus (1846 - 1864)
- Jacinto Maria Martínez y Sáez (1865 - 1873)
- Apolinar Serrano y Díaz (1875 - 1878)
- Ramón Fernández Piérola y Lopez de Luzuriaca (1879 - 1887)
- Manuel Santander y Frutos (1887 - 1899)
- Donato Sbarretti (1900 - 1901)
- Pedro Ladislao González y Estrada (1903 - 1925)
- José Manuel Dámaso Rúiz y Rodríguez (1925 - 1940)
- Manuel Arteaga y Betancourt (1941 - 1963)
- Evelio Diaz-Cia (1963 - 1970)
- Francisco Ricardo Oves-Fernandez (1970 - 1981)
- kard.Jaime Ortega (1981 - 2016)
- kard.Juan García Rodríguez (od 2016)

### Sufraganie
- Diecezja Matanzas
- Diecezja Pinar del Rio